# Bratt-Gallabergets naturreservat
Bratt-Gallabergets naturreservat är ett naturreservat i Bodens kommun i Norrbottens län. Reservatsbeslutet är i februari 2024 överklagat.
Området är naturskyddat sedan 2023 och är 679 hektar stort. Reservatet ligger sydost om Mårdsel, omfattat fyra bergstoppar vara Gallaberget är ett och består av tallskog och granskog.  